# Йелена Йованова
Йелена Йованова Перич (на македонска литературна норма: Јелена Јованова Периќ) е актриса от Република Македония.

## Биография
Родена е на 21 октомври 1984 година в Баня Лука, тогава в Социалистическа федеративна република Югославия, днес в Босна и Херцеговина. В детството си пътува често между съюзните тогава република Босна и Македония. Майка ѝ е сръбкиня, родена в Босна, а баща ѝ е роден в Македония. Семейството ѝ се преселва за постоянно в Република Македония непосредствено преди войната в Босна и Херцеговина през 1995 г. В Македония тя и семейството ѝ живеят в Щип. Още в средното училище участва в училищните постановки. През 2002 г. получава наградата за най-добра млада актриса. След това се записва да учи във Факултета за драматични изкуства в Скопие в класа на професор Владо Цветаноски. От 2006 г. играе на сцената на Македонския театър. Дебютът ѝ в киното е във филма на Хуанита Уилсън „As If I Am Not There“. През 2010 г. е избрана на кастинг да участва във филма на Анджелина Джоли за войната в Босна – Земя на кръв и мед . През 2015 г. се омъжва за хърватския актьор Стиепан Перич, а през 2020 г. ражда първото им дете – син Яков.

## Филмография
- „На терапия“ (2017) – Милена
- „Конституция на Република Хърватия“ (2016) – полицайка
- „Дете“ (2016) късометражен – Мая
- „Скора“ (2015) късометражен – Саш
- „Тайни“ (2013 – 2014) ТВ сериал – Марина Франчич
- „Трето полувреме“ (2012) – Еврейска майка
- „Скопие Ремиксд“ (2012)
- „Земя на кръв и мед“ (2011) – Есма
- „As If I Am Not There“ (2010) – Ясмина